# Gulácsi László
Gulácsi László (1957) az MTA doktora, tudományos rektorhelyettes, professzor, egyetemi tanár, Egészségügyi Közgazdaságtan Kutatóközpont (HECON) és Innovációs Központ (EKIK), Óbudai Egyetem, Budapest, ÓE Innováció Menedzsment Doktori Iskola, vezető.

## Diplomák, végzettségek
Gulácsi László orvos (Debreceni Orvostudományi Egyetem), szakorvos (társadalomorvostan), valamint matematikai közgazdaságtan, szociológia (Budapesti Corvinus Egyetem, korábban Marx Károly Közgazdaságtudományi Egyetem), programozó matematika (Kossuth Lajos Tudományegyetem, Debrecen), valamint egészségügyi közgazdaságtan terén (MSc) szerzett egyetemi oklevelet  (York University).

## Tudományos Fokozatok
A következő egyetemek PhD fokozataival rendelkezik:
 
- Medical Faculty, University of Amsterdam
 
- Budapesti Corvinus Egyetem (korábban Budapesti Közgazdaságtudományi és Államigazgatási Egyetem),
 
-  Semmelweis Egyetem Általános Orvostudományi Kar, és a

- Debreceni Orvostudományi Egyetem.
 
A Pécsi Tudományegyetemen habilitált 2007-ben.
 
MTA doktora fokozatot szerzett 2017-ben 

## Szakmai tagságok és tapasztalatok
A Budapesti Corvinus Egyetemen 2018-2019 között tudományos rektorhelyettes, az Egészségügyi Közgazdaságtan Tanszék alapító tanszékvezető egyetemi tanára (2013-2020), valamint az Egészség-gazdaságtani és Technológiai Kutatóközpont alapító vezetője (2002-2013). A Kutatóközpont az 1998-ban alapított HunHTA (Hungarian Health Technology Assessment) 'jogutódjaként' alakult meg amely az első HTA kutató intézmény volt a Közép Kelet Európai régióban, és Európában is az elsők között alakult. A Magyar Közgazdasági Társaság Egészség- és Egészségügy-gazdaságtan Szakosztályának alapító elnöke 2010-2015. Az European Journal of Health Economics (IF:3.1),  szerkesztő bizottságának tagja és az Orvosi Hetilap (IF: 0,6) rovatgondozó munkatársa. Az MTA Gyógyszerésztudományi Állandó Bizottság tagja.

## Kutatási projektek
2024-ig 18 esetben vett részt Európai Bizottság által finanszírozott kutatásokban (Framework programok, FP6, FP7, H2020), ezeknek kutatásvezetője, koordinátora vagy résztvevője volt. 2024-ben futó projektek:
- Innovatív és digitális egészségipari technológiák fejlesztése és értékelése; Tématerületi Kiválóság Program, kutatásvezető (Nemzeti Kutatási, Fejlesztési és Innovációs Alapból megvalósuló projekt, (TKP2021-NKTA-36).[9]
- Changes in the Socio-economic Burden of Epidermolysis Bullosa in Europe, BUR-EB;[10] kutató (Az EU Horizon 2020 kutatási és innovációs program által támogatott European Joint Programme on Rare Diseases COFUND-EJP N825575 támogatásával, hazai résztvevőként az NKFIH támogatásával, 2019-2.1.7-ERA-NET).

## Egészségügyi Technológiaelemzési Projectek
Az eddigiekben közel 40 Egészségügyi Technológiaelemzést (Health Technology Assessment) elemzést végzett és publikált kollegáival, jórészt az immunmediált betegségek területén, különös tekinettel a rheumatoid arthritis, juvenilis idiopathias arthritis, arthritis psoriatica, spondylitis ankylopoetica, systemas sclerosis, scleroderma, sclerosis multiplex, psoriasis, Crohn betegség, ulcerativ colitis terápiájában alkalmazott gyógyszerekkel kapcsolatosan. Ezen kívül más fontos neurológiai, urológiai, kardiológiai és bőrgyógyászati, érsebészeti területeken is végzett egészségügyi közgazdaságtani elemzést és technológia elemzést, például perifériás obliteratív verőérbetegek, jóindulatú prosztata megnagyobbodás, prosztatarák, inkontinencia, felnőttkori figyelemzavar/hiperaktivitás, stroke, miokariális infarktus, cukorbetegség, epilepszia, dementia, neuropathia, Parkinson kór, felfekvés, kórházi infekciók, digitális biomarkerek, mesterséges intelligencia gyermekkori 1-es tíőusú cukorbetegségbe, beültethető orvostechnikai eszközök. Legfontosabb eredményei a technológia elemzési területen a biológiai szerek és a biohasonlók elemzése. Ez utóbbi szerek esetén tevékenyen és sikeresen részt vett a biohasonló szerekkel kapcsolatos egészségügyi közgazdaságtani kutatásokban és ezen szerek Európai országokban történő befogadásában.
A biohasonló szerekkel kapcsolatos kutatási eredményeiket 2014-ben, guest editorként szerkesztett European Journal of Health Economics Supplementumban tette közzé. Az Európai Parlament és a Tanács (EU) 2017/745 rendelete (2017. április 5.) az orvostechnikai eszközökről, hatálya alá tartozó orvostechnikai eszközök (European Medical Device Regulation-MDR) egészségügyi technológiai elemzésével 2017-óta foglalkozik.

## Publikációk
Összesen 775 tudományos közleményt, 16 könyvet, 78 könyvfejezetet és további 64 tudományos művet publikált az egészségügyi közgazdaságtan, technológiaelemzés, népegészségügy és minőségfejlesztés terén. IF: 426,963 (kiemelt szerzős: 124,423); MTMT Citáció: 4938 (független 3484), Hirsch index (MTMT) 36; GoogleScholar Citációk 6688, Hirsch index: 49. Publikációs tevékenység 2018-2022 között (5 év): D1=32; Q1=13; Q2=7; Q3=6; Q4=2; összesen: 60. Eddig 8 sikeres Ph.D. tézis témavezetője volt. További részletek: https://hecon.uni-obuda.hu/

## Publikációs lista (MTMT)
- https://m2.mtmt.hu/gui2/?type=authors&mode=browse&sel=authors10003170
- Google Scholar

## Magyarország
Kutatási eredményei és egészségügyi technológiaelemzési jelentései jelentősen hozzájárultak ahhoz, hogy a biológiai betegségmódosító (disease-modifying antirheumatic drugs – DMARDs) terápiák (infliximab, etanercept, tocilizumab, rituximab, abatacept) bekerültek Magyarországon a közfinanszírozásba és a rheumatoid arthritisben, juvenilis rheumatodi arthritisben, arthritis psoriaticaban, Crohn betegségben, ulcerativ colitisben és psoriasisban szenvedő betegek hozzájutottak a megfelelő terápiához.
Gulácsi László 2000-ben megalapította a régió első Egészségügyi Technológiaelemzési kutatóközpontját (HunHTA) Corvinus Egyetemen, amely közel 40 technológiaelemzést  végzett a különböző szakterületeken (reumatológia, gasztroenterológia, neurológia, urológia, ortopédia, belgyógyászat, kardiológia).

## Nemzetközi
Kutatási eredményei igen lényegesen hozzájárultak ahhoz, hogy a biológiai betegségmódosító terápiák (disease-modifying antirheumatic drugs – DMARDs) biohasonló készítményei egész Európában viszonylag egész gyorsan bekerültek a gyakorlatba, közfinanszírozásba. A biológiai és biohasonló szerekkel kapcsolatosan az immunmediált megbetegédések indikációkban végzett legfontosabb publikációi.